# 横山博文
横山 博文（よこやま ひろふみ、1958年 -）は、日本の地震学者で気象庁の官僚。東日本大震災発生当時は気象庁地震火山部地震津波監視課長として記者会見を行った。

## 経歴
- 岡山県出身
- 1976年 気象庁入庁（気象大学校）
- 気象研究所地震火山研究部
- 2003年 気象庁地震火山部地震津波監視課課長補佐[1][2]
- 文部科学省研究開発局地震・防災研究課地震調査管理官[3]
- 2006年4月1日 札幌管区気象台技術部長[4][5]
- 2008年4月1日 気象庁地震火山部火山課長[6]
- 2010年4月1日 気象庁地震火山部地震津波監視課長[7]
- 2011年4月1日 鹿児島地方気象台長[8]
- 2014年4月1日 気象研究所地震火山研究部長[9]
- 2015年4月1日 沖縄気象台長[10]
- 2016年4月1日 福岡管区気象台長[11]
- 気象大学校長
- 2018年 退職
- 気象業務支援センター

## 主要な研究・著作
- 宇平幸一, 永福順則, 山本博二, 横山博文, 荒木卓次：1983 年三宅島噴火前後の地震活動 『火山.第2集』 1984年 29巻 TOKUBE号 p.S36-S44, doi:10.18940/kazanc.29.TOKUBE_S36
- 「最近の気象庁地震観測もの震源決定能力―1979～1983―」 (PDF)  験震時報 49(1.2), p53-65, 1984年12月
- 石川有三, 松村一男, 横山博文, 松本英照、「SEIS-PCの開発－概要－」 『情報地質』 1985年 1985巻 10号 p.19-34, doi:10.6010/geoinformatics1975.1985.10_19
- 長宗留男、横山博文、福留篤男、「伊豆半島東方沖の群発地震の特性と1989年の手石海丘の噴火」 『火山』 1992年 37巻 1号 p.1-8, doi:10.18940/kazan.37.1_1
- 勝間田明男、横山博文、佐久間喜代志：「EPOSにおける地震関連データベースの整備」 (PDF)  験震時報 55(1-4), p89-94, 1992年3月
- Xウインドウシステムを用いた地震活動解析プログラム (PDF)  横山博文 験震時報第60巻 pp.37-51
- 「近畿・中国・四国地方とその周辺の地震活動 (総特集 西日本の地震活動) -- (1章 西日本の地震活動)」号外地球 (38), 31-42, 2002年
- 「気象庁が発表する地震・津波情報について (特集 津波災害(1))」消防科学と情報 (74), 34-43, 2003年
- 横山博文、「S-23 相模トラフ沿いの地震活動の長期評価(シンポジウム : (3)関東大地震のネオサイエンス)」 『日本地質学会学術大会講演要旨』第111年学術大会（2004千葉）セッションID:S-23, doi:10.14863/geosocabst.2004.abst.0_13_1
- 「『全国を概観した地震動予測地図』の作成に向けて (大地震と人類との共生--阪神・淡路大震災から10年--平成16年(2004年)新潟県中越地震 スマトラ島沖巨大地震・インド洋津波) -- (特集3 来たるべき大規模地震に備えて) 」近代消防 43(3), 189-206,16, 2005年2月
- 横山博文, 藤原善明, 井上和久, 菅野智之、「火山活動を時空間的に俯瞰する試み」 『日本火山学会講演予稿集』 2014年 p.132-, 2014-11-02, doi:10.18940/vsj.2014.0_132